# 居仁镇
居仁镇是中国黑龙江省哈尔滨市宾县下辖的一个镇，位于县境西部，221国道过境。